# 空軍第二戰術戰鬥機聯隊
空軍第二戰術戰鬥機聯隊簡稱第二聯隊，前身是空軍第十一驅逐機大隊。目前駐守新竹基地，負責衛戍北部的空防安全。

## 沿革
- 民國29年12月16日空軍第十一驅逐機大隊在成都太平寺成立。轄下第41、42、43、44中隊，首任大隊長為王漢勳。第十一大隊是接收空軍軍士學校飛行員的大隊，據說「十一」的番號來自拆開來的「士」字，不過飛行員後來還是以軍官任用。[1][2]
- 民國31年1月接受伊-15戰鬥機、伊-16戰鬥機和P-36戰鬥機進行訓練。[3]
- 民國31年11月接收P-66戰機。
- 民國33年換裝P-40N戰機。
- 抗戰勝利後第十一大隊駐防西安，擔負剿共任務並接收P-47D戰機。
- 民國38年隨政府遷台，駐防屏東基地。並於1952年（民國41年）接收P-47N戰機。
- 民國42年1月8日由新竹基地作戰指揮所擴編改組成立空軍第二聯隊，下轄第八輕轟炸大隊、第二十空運大隊。第十一戰術轟炸大隊和第三大隊於屏東擴編成第三聯隊，同年7月1日第十一大隊改隸第二聯隊。
- 民國43年，第二十大隊改隸空軍第六作戰聯隊。
- 民國44年8月1日第十一大隊開始換裝F-86戰機。
- 民國46年10月1日第八大隊改編為第八混合大隊，隔年8月1日第八大隊奉令裁撤。
- 民國49年6月16日改稱第二戰術戰鬥機聯隊，第十一大隊也改名為第十一戰術戰鬥機大隊。
- 民國59年開始接收F-100戰機和阿里山計劃的F-104戰機。
- 民國65年，第二聯隊更銜為「空軍第四九九戰術戰鬥機聯隊」。
- 民國86年5月23日開始換裝幻象2000-5戰鬥機。
- 民國89年5月10日幻象2000-5戰鬥機成軍。
- 民國93年11月11日第十一大隊裁撤，第41、42中隊提升為作戰隊、48中隊改編換裝訓練隊。
- 民國106年，499聯隊番號改回「空軍第二戰術戰鬥機聯隊」。[4]

## 指揮管轄

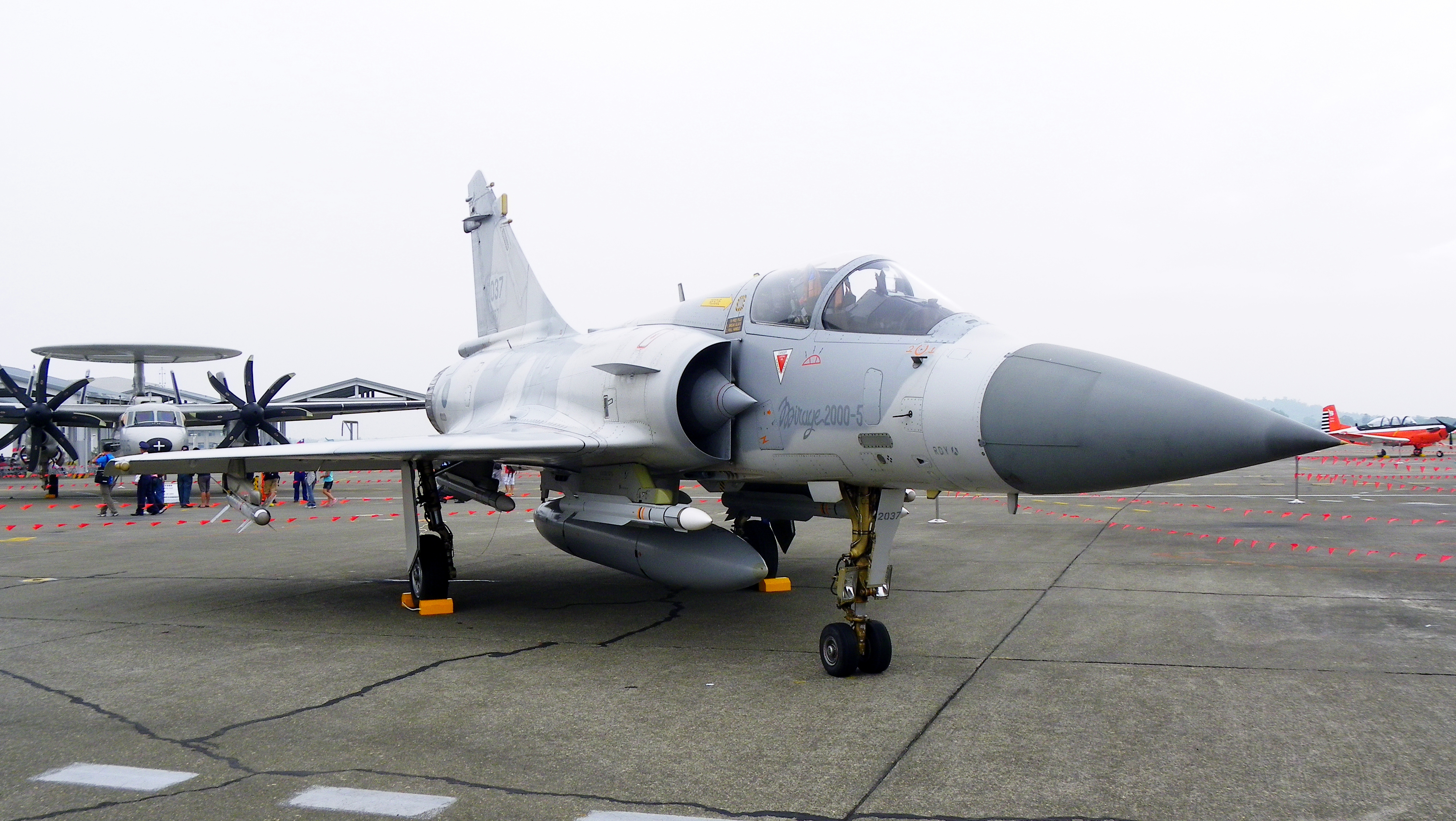
二聯隊操作的幻象2000-5戰鬥機

- 聯隊長少將、副聯隊長上校
  - 第四一戰鬥機作戰隊
    - 幻象2000-5Ei/Di × 20架

  - 第四二戰鬥機作戰隊
    - 幻象2000-5Ei/Di × 20架

  - 第四八戰鬥機換裝訓練隊
    - 幻象2000-5Ei/Di × 20架

  - 空軍第二修護補給大隊
  - 空軍第二基地勤務大隊
  - 憲兵第二中隊